# 小川ミキ
小川 ミキ（おがわ みき、1976年 - ）は日本のCM 映画の撮影監督またはカメラマン。東京都出身。日本大学藝術学部映画学科卒業。

## 主な作品

### CM
- ロッテ　ガーナミルクチョコレート　「バレンタイン」「ハートのおまじない」他（出演：長澤まさみ　武井咲）
- ダイキン工業　うるるとさらら（出演：三根梓）
- イオンリテール　AEON夏ギフト（出演：武井咲）
- 任天堂　ニンテンドー３DS　マリオ＆ソニックatロンドンオリンピック（出演：松岡修造）
- サイクルベースあさひ「スプリングコレクション」・「サイクルオーケストラ」・「サイクルダンス」
- はるやま商事　AKB48×はるやま（出演：AKB48）
- 日本ヒューレット・パッカード 　HPサポートエンジェルNEXT　他（出演：AKB48）
- ホーユー　ビューティーラボ　ホイップヘアカラー　（出演：南明奈）
- 日立ビルシステム　ビバーレ（出演：夢子）
- ミズノ　ミズノランニング
- ネスレ日本　ピュリナワン
- サンスター　VO5（出演：クリスティーナ）
- リクルート　じゃらん
- ユニチャーム　ウェーブハンディーワイパー
- HONDA LEAD
- キリンビール　ギュギュッと搾ったPremiumCocktail
- POLA　ホワイティシモ
- ABCマート
- トヨタ自動車　ALL TOYOTA キャンペーン
- パナソニック　IHクッキングヒーター　エコキュート
- エディオングループ　シリーズ
- ポッカ　キレートレモン

### 映画
- 「劇場版タイムスクープハンター」  中尾浩之監督作品（2013年）
- 「愛流通センター」  土屋哲彦監督作品（2008年）
- 「ZERO」 中尾浩之監督作品（2007年）
- 「ユモレスク逆さまの蝶」  猪俣ユキ監督作品（2006年）

### ショートフィルム
- 「5+CAMERA」  平林勇監督作品(2011年)

2011　グアム国際映画祭ノミネート
2011　ヌーヴォ映画祭(カナダ)ノミネート
- 「shikasha」  平林勇監督作品(2010年)

2010カンヌ国際映画祭監督週間ノミネート
2011サンダンス国際映画祭短編部門招待作品
2011クレルモンフェラン (フランス国際短編映画祭)招待作品
- 「aramaki」  平林勇監督作品(2009年)

2010　ベルリン国際映画祭短編部門招待作品
- 「BABIN」  平林勇(2008年)

2009ロカルノ国際映画祭(スイス）２賞受賞
- 「THE SECRET SHOW」中尾浩之監督作品(2005)

2005 ショートショートフィルムフェスティバル スカラシップ制作

### TV番組
- NHK「タイムスクープハンター」  シーズン１〜5 監督中尾浩之

2010年全日本テレビ番組製作者連盟（ATP）第27回 「ATP賞テレビグランプリ2010」情報バラエティ部門最優秀賞
2011年シカゴ国際映画祭 ヒューゴ・テレビ賞バラエティ・エンターテインメントシリーズ部門奨励賞受賞

### MV
- 山田涼介「ミステリー ヴァージン」「Moonlight」
- NMB48 「星空のキャラバン」「12月31日」
- Not yet 「西瓜BABY」
- 中島美嘉「Dear」
- Hey!Say!JUMP「MagicPower」
- 紗羅マリー 「Cherry」「Gossip」「Mirror Mirror feat.COMA-CHI」「Calling」
- 遊助 「たんぱぱ」「ミツバチ」
- 島谷ひとみ 「真夜中のギター」「簡単にいえたなら」
- 倉木麻衣 「SUMMER TIME GONE」
- UVERworld 「クオリア」
- 清水翔太 「君が好き」
- mihimaruGT 「スキナツ」「泣き夏」「ツヨクツヨク」
- オレンジレンジ 「イカSUMMER」
- いきものがかり 「夏空グラフィティ」
- 倖田來未 「Wonder Land」
- Dragon Ash 「運命共同体」
- 湘南乃風 「恋時雨」
- RIP SLYME 「GOOD DAY」
- 木村カエラ 「happiness!!」
- 関ジャニ∞ 「ずっこけ男道」
- ACIDMAN 「イコール」「水写」「ある証明」「季節の灯」
- 勝手にしやがれ＋オダギリジョー「チェリー・ザ・ダストマン」
- 勝手にしやがれ＋中島美嘉 「YOU’D BE SO NICE TO COME HOME TO」
- 氣志團 「族」
- Def Tech 「konomama」

### WEB
- トヨタ自動車　プリウス　ブランドファイル オープニングムービー
- キリンビール　iAd 「みんなカンパイ〜ナ」
- マイクロソフト　「CLIMAX」 プロポーズ編　恋愛編　宅配便編　エレベータ編
- ソニー　サイバーショット
- トヨタ自動車 クラウンハイブリッド WEBムービー
- トヨタ自動車 アルファード　WEBムービー
- HONDA フリード　WEBムービー
- 日産自動車 ワールドワイドウェブサイト